# Quần thể kiến trúc Phật giáo khu vực chùa Hōryū
Quần thể kiến trúc Phật giáo khu vực chùa Hōryū (法隆寺地域の仏教建造物 (Pháp Long Tự khu vực Phật giáo kiến tạo vật) Hōryū-ji Chiiki no Bukkyo Kenzobutsu) là một di sản thế giới được UNESCO công nhận của Nhật Bản. Quần thể bao gồm 48 di tích kiến trúc thuộc chùa Hōryū và chùa Hoki ở thị trấn Ikaruga, tỉnh Nara. Các cấu trúc được ghi bao gồm một số tòa nhà bằng gỗ lâu đời nhất thế giới, có niên đại từ thế kỷ thứ 7 đến thứ 8. Nhiều di tích là Bảo vật Quốc gia của Nhật Bản, và phản ánh một thời đại ảnh hưởng Phật giáo quan trọng tại Nhật Bản. Quần thể bao gồm 21 tòa nhà nằm tại phía Đông, 9 tại phía Tây, 17 tu viện và tòa nhà khác và chùa Hoki.

## Mô tả
Khu vực này bao gồm một số công trình bằng gỗ cổ nhất thế giới, kiến thiết từ thế kỷ thứ 7 mà nay vẫn hoạt động là cơ sở thờ tự. Được xây dựng từ cuối thứ 7 hoặc đầu thế kỷ thứ 8, đây là những công trình kiến trúc bằng gỗ cổ nhất thế giới. Những kiệt tác kiến trúc bằng gỗ không chỉ quan trọng đối với lịch sử nghệ thuật, minh họa cho sự thích nghi của kiến trúc Phật giáo Trung Quốc vào bố trí văn hóa Nhật Bản, mà còn đối với lịch sử của tôn giáo, vì quá trình hình thành của những di tích này trùng hợp với thời điểm du nhập của Phật giáo vào Nhật Bản từ Trung Quốc bằng cách qua bán đảo Triều Tiên.
Riêng Pháp Long Tự (Chùa Horyu) thì có Saiin (Tây viện) và Toin (Đông viện). Tây viện bị thiêu rụi năm 670 nhưng được tái thiết vào cuối thế kỷ thứ 7. Đông viện thì có niên đại cuối thế kỷ thứ 8. Tây viện không phải là một tòa nhà mà là một tu viện lớn, gồm Kim đường, Ngũ trùng tháp, Trung môn... xây dần thêm cho đến thế kỷ 13.
Chùa Hoki được Thánh Đức Thái tử khởi công xây dựng từ năm 638 nhưng chỉ hoàn thành khi ông qua đời. Tòa nhà còn tồn tại duy nhất là một ngọn tháp 3 tầng cao 24m. Các giảng đường được xây dựng lại năm 1694, và hội trường Shoten-do được xây dựng lại năm 1863. Ngôi chùa có một bức tượng gỗ Quán Thế Âm cao 3,5m đã được xây dựng trong nửa sau của thế kỷ 10.

## Danh sách
| Tên                             | Thể loại | Vị trí                           | Hình ảnh |
| ------------------------------- | -------- | -------------------------------- | -------- |
| Các tòa nhà Chùa Hōryū (法隆寺) | Đền thờ  | Ikaruga-chō, Ikoma-gun, Nara-ken |          |
| Chùa Hoki (法起寺)              | Đền thờ  | Ikaruga-chō, Ikoma-gun, Nara-ken |          |